# Pavla Lovše Bole
Pavla Lovše Bole, solopevka, iz glasbene rodbine Bole, * 13. januar 1891, Ljubljana, † 22. julij 1964, Jesenice.

## Življenje in delo
Prve glasbene korake je naredila na odru ljubljanske Glasbene matice. Petje je študirala v Ljubljani in na Dunaju, se učila pri Mateju Hubadu, na konservatoriju, privatno študirala pri absolventki rimskega konservatorija Pavačićevi na Reki in pri Vanzu v Milanu. V večji solistični vlogi je prvič nastopila 1907 v Bendlovem Švanda dudáku. Odtlej je pela kot solistka na koncertih Glasbene matice, Maribora, kulturnih prireditvah in lastnih koncertih (pogosto v družbi domačih in tujih umetnikov, 1931 in 1932 s hčerko Majdo).
V letih 1921–1927 je bila solistka ljubljanske Opere.
Leta 1911 se je poročila z zgodovinarjem Antonom Lovšetom in z njim do leta 1919 živela v Novem mestu. Imela sta dva otroka, sina Sama in hčerko Majdo. Leta 1928 je odšla v ZDA, od koder je prinesla tedaj še nepoznano glasbeno smer muzikal. Bila je prva Slovenka, ki se je kot koncertna pevka mednarodno uveljavila. Oblikovala je več kot dvajset vlog tujih in domačih skladateljev. Štirideset let je bila glavna osebnost slovenskega koncertnega dogajanja. Kot koncertna solistka je nastopila v velikih delih skladateljev: Sattner (Oljki, Soči, Assumptio), Viktor Parma (Povodni mož ), Dvořák (Stabat Mater), Cesar Franck (Les béatitudes), Haydn (Štirje letni časi, Stvarjenje), Mozart (Requiem), Novák (Vihar). V operah je pela nad 20 večjih partij in kreirala vlogo Jerice (Fran Gerbič, Nabor), Minke (Anton Foerster, Gorenjski slavček v novi predelavi) in Tajde (Hugolin Sattner), Rozalinda v Straussovem Netopirju. Poučevala je solopetje na ljubljanski glasbeni šoli Sloga, na Konservatoriju in privatno (njena učenca sta bila tudi Miro Gregorin in hči Majda).

Mira Dev Castaperaria: 
Vzorno izšolana, od Boga nadarjena s srebrno čistim, krasnim glasom, se je učila in se naučila peti edino iz ljubezni do te velike umetnosti. Njena umetnost ni zunanja, ni patetična, nego intimna, iskreno notranja. Pavla Lovšetova globoko razumeva vse muzikalne detajle ter poje s tako plemenito eleganco, da moramo biti ponosni, da je član našega rodu, našega malega naroda.